# Dubrovačko Primorje
Dubrovačko Primorje je samosprávná oblast (opčina) ležící v chorvatské Dubrovnicko-neretvanské župě. Nachází se severozápadně od Dubrovníku a táhne se směrem k bosenskému městu Neum.

## Sídla v opčině Dubrovačko Primorje
Banići, Čepikuće, Doli, Imotica, Kručica, Lisac, Majkovi, Mravnica, Ošlje, Podgora, Podimoć, Slano, Smokovljani, Stupa, Štedrica, Točionik, Topolo, Trnova, Trnovica, Visočani.